# Albert Rutten
Jean Albert Joseph (Albert) Rutten (Theux, 19 maart 1797 - Verviers, 10 oktober 1851) was een Belgisch senator.

## Levensloop
Albert Rutten was beroepshalve textielfabrikant.
Hij werd liberaal gemeenteraadslid van Cornesse en provincieraadslid van de provincie Luik. Tevens was hij van 1846 tot aan zijn overlijden senator voor het arrondissement Verviers.